# Mike Milligan
Mike Milligan, all'anagrafe Michael Milligan (Manchester, 20 febbraio 1967) è un ex calciatore irlandese, di ruolo centrocampista.

## Carriera

### Club
Tra il 1985 ed il 1990 gioca nella seconda divisione inglese con l'Oldham Athletic, con cui totalizza complessivamente 162 presenze e 17 reti in partite di campionato, raggiungendo tra l'altro anche una finale di Coppa di Lega nella stagione 1989-1990. Nell'estate del 1990 viene ceduto all'Everton, club di prima divisione, con cui nella stagione 1990-1991 realizza una rete in 17 partite di campionato.
La sua unica stagione con le Toffees non è però positiva, ed infatti già nell'estate del 1991 fa ritorno all'Oldham, neopromosso in prima divisione: aiuta il club a conquistare due salvezze consecutive in questa categoria, subendo poi una retrocessione in seconda divisione al termine della stagione 1993-1994, dopo la quale con all'attivo 117 presenze e 6 reti in prima divisione con il club (e complessive 331 presenze e 26 reti fra tutte le competizioni ufficiali con l'Oldham, considerando anche quelle del quinquennio 1985-1990) viene ceduto al Norwich City, sempre in prima divisione. Dopo una sola stagione, anche i Canaries retrocedono però in seconda divisione, categoria in cui Milligan continua a giocare fino al termine della stagione 1999-2000, terminata la quale viene ceduto al Blackpool, club militante in quarta divisione; la sua militanza nei Tangerines, per quanto non esaltante a livello individuale (gioca infatti 28 partite in due anni), è in compenso ricca di successi a livello di squadra: nella stagione 2000-2001 conquista infatti una promozione in terza divisione, categoria in cui nella stagione seguente conquista la salvezza, oltre a vincere il Football League Trophy (suo unico trofeo vinto in carriera).
In carriera ha totalizzato complessivamente 448 presenze e 30 reti nei campionati della Football League.

### Nazionale
Nel 1986 ha giocato una partita con la nazionale irlandese Under-21. Nel 1992 ha invece giocato la sua unica partita in nazionale maggiore.

## Palmarès

### Club

#### Competizioni nazionali
- Football League Trophy: 1

Blackpool: 2001-2002